# Visconde de Alferrarede
Visconde de Alferrarede é um título nobiliárquico criado por D. Luís I de Portugal, por Decreto de 31 de Agosto e Carta de 7 de Setembro de 1882, em favor de Carlos de Sá Pais do Amaral Pereira de Meneses, depois 1.º Conde de Alferrarede.
Titulares
1. Carlos de Sá Pais do Amaral Pereira de Meneses, 1.º Visconde e 1.º Conde de Alferrarede.